# Лозен (городская область София)
Лозен (болг. Лозен) — село в Болгарии. Находится в Городской области Софии, входит в общину Столична. Население составляет 5 856 человек.

## Политическая ситуация
В местном кметстве Лозен, в состав которого входит Лозен, должность кмета (старосты) исполняет Светослав Иванов Митрев (Граждане за европейское развитие Болгарии (ГЕРБ)) по результатам выборов правления кметства.
Кмет (мэр) общины Столична — Бойко Методиев Борисов (Граждане за европейское развитие Болгарии (ГЕРБ)) по результатам выборов в правление общины.